# 방위각

방위각은 푸른선 사이 각도로서, 여기서는 45도를 나타낸다.

방위각(azimuth, meridian angle)은 구면좌표계에서 잰 각도이며 원점에 있는 관측자로부터 대상까지의 벡터를 기준 평면에 수직으로 투영하여서 그것이 기준 평면 위에 있는 기준 벡터와 이루는 각으로 계산된다. 기준벡터는 진북, 도북, 자북 등이 될 수 있다.
방위각의 한 예는 별의 위치측정이다. 여기서 별이 대상이 되고 기준 평면은 지평면 또는 해수면으로 주어지며 기준 벡터는 북쪽을 향한다. 방위각은 북쪽과 지평면에 수직으로 투영된 별 사이의 각도로 주어진다.
방위각은 주로 도(°)단위로 표현된다. 방위각은 항법, 천문학, 공학, 지도 그리고 포술 등에 실용적으로 응용되고 있다.

## 항법
오늘날 일반적인 항법에서 방위각의 기준은 진북으로 0° 로 나타내며 다른 단위(그레이드, 밀)들도 사용될 수 있다. 어느 경우든 방위각은 원에서 가장 큰 각도를 넘을 수 없다. 360° 원에서는 359 도 59 분 59 초 (359° 59' 59")가 된다.
예를 들어 360° 원에서 시계방향으로 움직일때, 동쪽을 향하면 90°, 남쪽 180°, 서쪽 270°의 방위각을 가지게 된다. 그러나 예외가 존재한다. 어떤 항법 시스템은 남쪽을 기준으로 삼는다. 그 어떤 방향이든 그 시스템을 사용하는 모두에게 명확하게 정의되어 있다면 어떠한 방향이든 기준이 될 수 있다.

## 종류
기준에 따라 진북방위각, 도북방위각, 자북방위각 등이 있다.

### 진북을 기준으로 한 방위각
자오선 북쪽을 기준으로 시계방향으로 잰 각을 진북방위각이라 한다.
| 북쪽으로부터 | 북쪽으로부터 | 북쪽으로부터 | 북쪽으로부터 |
| ------------ | ------------ | ------------ | ------------ |
| 북           | 0° or 360°   | 남           | 180°         |
| 북-북동      | 22.5°        | 남-남서      | 202.5°       |
| 북동         | 45°          | 남서         | 225°         |
| 동-북동      | 67.5°        | 서-남서      | 247.5°       |
| 동           | 90°          | 서           | 270°         |
| 동-남동      | 112.5°       | 서-북서      | 292.5°       |
| 남동         | 135°         | 북서         | 315°         |
| 남-남동      | 157.5°       | 북-북서      | 337.5°       |

## 방위각 계산하기
우리는 위도 {\displaystyle \phi _{1}}, 경도 0인 지점에 서있고 위도 {\displaystyle \phi _{2}}, 경도 L (동쪽이 양의 방향)의 지점을 바라볼 때의 방위각을 알려고 한다. 우리는 지구가 구라고 가정하여 적당한 근사를 얻을 수 있으며 이때 방위각 {\displaystyle \alpha }는 다음과 같다.
{\displaystyle \tan \alpha ={\frac {\sin L}{(\cos \phi _{1})(\tan \phi _{2})-(\sin \phi _{1})(\cos L)}}}

## 같이 보기
- 지평 좌표
- 경도
- 편각
- 천정